# Siedliska (Krasnystaw)
Pour les articles homonymes, voir Siedliska.
Siedliska (prononciation : [ɕedˈlʲiska]) est un village polonais de la gmina de Fajsławice dans le powiat de Krasnystaw de la voïvodie de Lublin dans l'est de la Pologne.
Il se situe à environ 18 kilomètres à l'ouest de Krasnystaw (siège du powiat) et 33 kilomètres au sud-est de Lublin (capitale de la voïvodie).
Le village compte approximativement une population de 520 habitants.

## Histoire
De 1975 à 1998, le village est attaché administrativement à l'ancienne Voïvodie de Lublin.

Depuis 1999, il fait partie de la nouvelle voïvodie de Lublin.